# Manoa (Venezuela)
Pour les articles homonymes, voir Manoa.
Manoa est la capitale de la paroisse civile d'Almirante Luis Brión de la municipalité d'Antonio Díaz dans l'État de Delta Amacuro, au Venezuela.

## Histoire
Manoa a également donné son nom au district de Manoa, l'une des deux divisions territoriales qui formaient l'ancien Territoire fédéral Delta Amacuro, l'ancêtre de l'actuel État.

## Géographie
Elle est située sur la rive gauche d'un des défluents de l'Orénoque, à l'extrémité australe du delta que forme le fleuve.